# Departamento de Natales
El departamento de Natales fue uno de los tres departamentos que conformaron el Territorio de Colonización de Magallanes, fue creado un 30 de diciembre de 1927 tras el decreto DLF N° 8582, y su cabecera fue la ciudad de Puerto Natales, de ahí deriva el nombre. Natales fue suprimido el 30 de mayo de 1931 tras el decreto DLF N° 232 donde pasaría a ser el departamento de Última Esperanza.

## Historia
El Departamento de Natales naceria gracias a la división del Departamento de Magallanes, cual solo estaba formado por 1 comuna, siendo la de Magallanes. En diciembre de 1927 el departamento sería dividido, dando lugar a Natales y Tierra del Fuego. El 30 de mayo de 1931 se decidiría renombrar al departamento como Última Esperanza, manteniendolo hasta la Regionalización de Chile. Actualmente el departamento de Natales se le conoce como la Provincia de la Última Esperanza.

## Administración
Natales estaba administrado por 2 municipalidades, conocidas como Cerro Castillo, (actual comuna de Torres del Paine) y Natales, siendo esta su cabecera. El Departamento no contaría con subdelegaciones.
| Municipalidades | Subdelegaciones |
| --------------- | --------------- |
| Natales         | No contaba      |
| Cerro Castillo  | No contaba      |